# Karel Maria van Bourbon-Sicilië

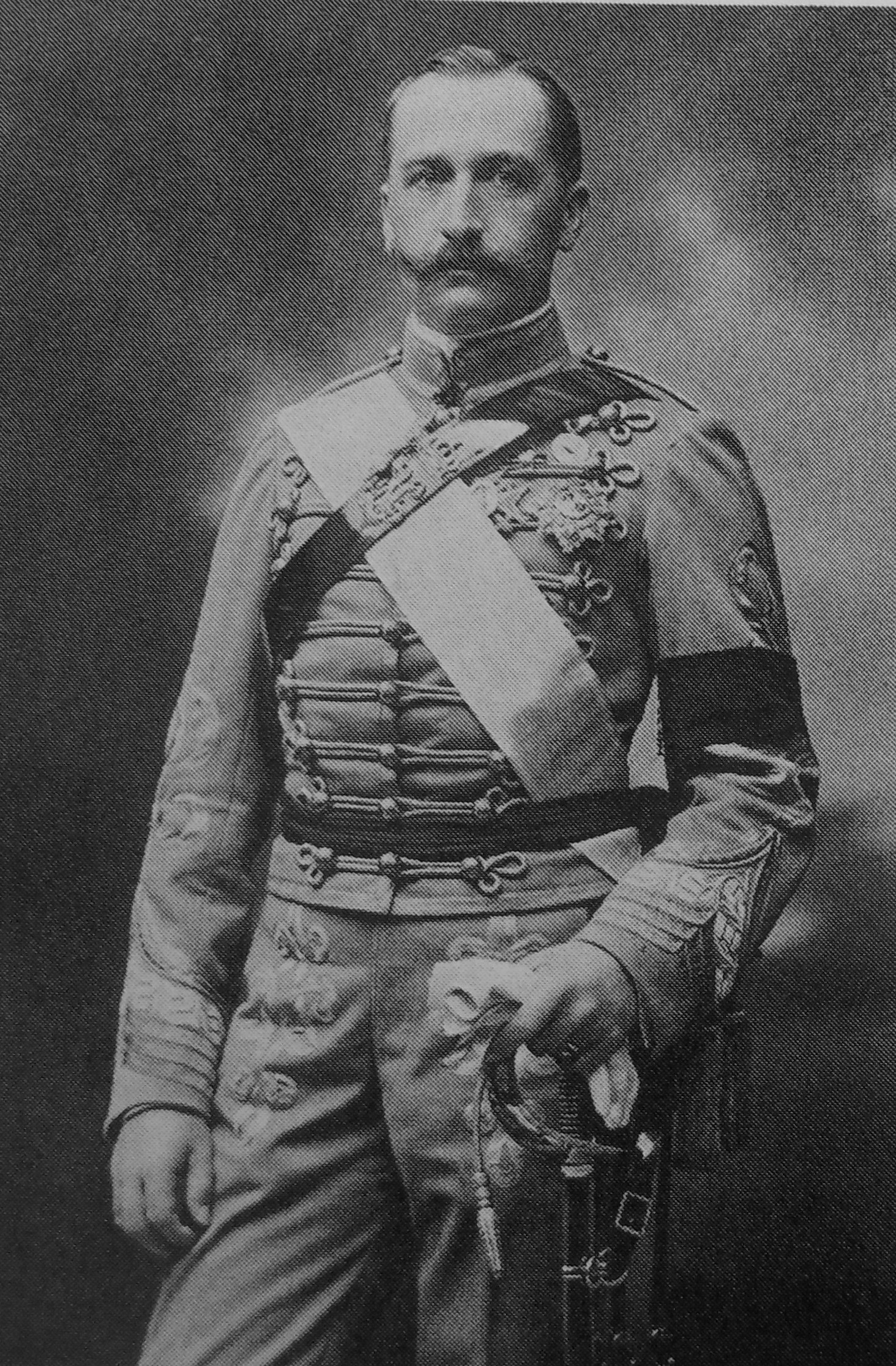
Karel Maria van Bourbon-Sicilië

Karel Maria Franciscus van Assisi Pasquale Ferdinand Antonius van Padua Franciscus van Paola Alfonso Andrea Avelino Tancredi van Bourbon-Sicilië (Gries, 10 november 1870 - Sevilla, 11 november 1949) was een prins van Beide Siciliën.
Hij was de tweede zoon van Alfons van Bourbon-Sicilië en diens vrouw Maria Antonia en een kleinzoon van koning Ferdinand II der Beide Siciliën. Hij was door het huwelijk van zijn dochter de grootvader van de Spaanse koning Juan Carlos I. 
In 1894 werd Karel Maria's vader hoofd van het huis der Beide Siciliën. In verband met zijn huwelijk met zijn eerste vrouw, in 1901, deed Karel Maria in 1900, ten overstaan van zijn vader en zijn broer, afstand voor hem en al zijn nakomelingen van zijn rechten op de troon van Beide Siciliën; in verband met opvolgingsrechten op de Spaanse troon werd hij genaturaliseerd tot Spanjaard en werd hij infant van Spanje. Door zijn huwelijk werd hij, als echtgenoot van zijn vrouw, prins van Asturië.
Toen zijn oudere broer, Ferdinand in 1960 overleed, zonder mannelijke nazaten, claimde Karel Maria's oudste zoon de rechten op de troon. Deze werden betwist door zijn oom Reinier, een jongere broer van Karel Maria, die vond dat met het afzien van de rechten door de vader, ook de zoon uitgesloten zou zijn van erfopvolging. Het dispuut is nog steeds niet opgelost. Hoewel de meeste Europese vorstenhuizen de nazaten van Reinier erkennen als wettelijke opvolgers, geldt voor het Spaanse koningshuis dat de nazaten van Karel Maria erkend worden.
Karel de Bourbon maakte een militaire carrière door, vocht in Cuba en Marokko en werd kapitein-generaal van Andalusië en Catalonië. Hij vertrok in 1931 in ballingschap maar keerde in 1936 weer in Spanje terug. Na zijn overlijden werd hij met nationale eer begraven.

## Huwelijk en kinderen
Op 14 februari 1901 trad hij in het huwelijk met Maria de las Mercedes van Spanje, een dochter van koning Alfons XII van Spanje en diens vrouw koningin Maria Christina van Oostenrijk. Het paar kreeg drie kinderen:
- Alfons Maria (1901-1964), huwde in 1936 met Alice Maria van Bourbon-Parma
- Ferdinand (1903-1905)
- Isabella (1904-1985)

Na de geboorte van Isabella overleed zijn vrouw in het kraambed. Karel Maria hertrouwde in 1907 met Louise van Orléans, een dochter van Phillipe van Orléans en Marie Isabelle van Orléans. Zij kregen vier kinderen:
- Karel (1908-1936), omgekomen in de Spaanse Burgeroorlog
- Maria de los Dolores (1909-1996)
- Maria de las Mercedes (1910-2000), de moeder van koning Juan Carlos I
- Maria de la Esperanza (1914-2005)